# 蒙西翁
蒙西翁（西班牙語：Monción），是多明尼加共和國的城鎮，位於該國西北部，由聖地亞哥-羅里蓋茲省負責管轄，面積101.61平方公里，海拔高度364米，2012年人口39,875，人口密度每平方公里390人。